# Liste der Kulturdenkmale in Schkortitz
In der Liste der Kulturdenkmale in Schkortitz sind die Kulturdenkmale des Grimmaer Ortsteils Schkortitz verzeichnet, die bis August 2024 vom Landesamt für Denkmalpflege Sachsen erfasst wurden (ohne archäologische Kulturdenkmale). Die Anmerkungen sind zu beachten.
Diese Aufzählung ist eine Teilmenge der Liste der Kulturdenkmale in Grimma.

## Schkortitz
| Bild                                    | Bezeichnung                                                                                  | Lage                         | Datierung                 | Beschreibung | ID       |
| --------------------------------------- | -------------------------------------------------------------------------------------------- | ---------------------------- | ------------------------- | --- | -------- |
| Weitere Bilder                          | Roitzscher Paltrockmühle (mit technischer Ausstattung)                                       | (Flurstück 143/4) (Karte)    | Um 1900                   | Mühle 2009 in Wurzen Ortsteil Roitzsch (Nemter Weg) abgetragen, Wiederaufbau 2013 am neuen Standort beendet, technikgeschichtlich von Bedeutung. Mühle auf Ziegelsockel, drehbar auf Rollenwerk, Tragwerkkonstruktion und Ringschiene original, Technik erneuert, ursprünglich in Wurzen OT Roitzsch gestanden, bis 1956 mit Windkraft betrieben, bis 1982 mit Elektromotor betrieben, Mühle wurde 2009 vorübergehend vollständig abgebrochen/abgebaut, Rekonstruktion der Windmühle bis 2013 in Schkortitz (bis 1937 Standort einer Bockwindmühle). | 09255779 |
| Direkt Bild zu diesem Denkmal hochladen | Denkmal für die Gefallenen des Ersten Weltkrieges                                            | Am Denkmal 2 (bei) (Karte)   | Nach 1918                 | Granitmonolith mit Namensnennung und Relief, ortshistorische Bedeutung, gestockte Frontfläche mit Inschrift und Relief | 08966561 |
|                                         | Spritzenhaus                                                                                 | Im Winkel 1 (Karte)          | Mitte 19. Jahrhundert     | Für die Geschichte des sächsischen Feuerlöschwesens von ortshistorischer Bedeutung, ziegelgedecktes Satteldach, kleiner Massivbau | 08966559 |
| Direkt Bild zu diesem Denkmal hochladen | Scheune eines Bauernhofes                                                                    | Im Winkel 3 (Karte)          | Um 1900                   | Scheune mit Inschrifttafel, ortsbildprägender Bau aus massivem Mauerwerk, Dokument ländlicher Bevorratungswirtschaft, baugeschichtlich von Bedeutung. Ortsbildprägend (Rückseite in Richtung Hauptstraße), Inschrifttafel Hofseite, Satteldach mit Eternitschindeln, Massivbau, Bruchstein-Mauerwerk verputzt. | 08966565 |
| Direkt Bild zu diesem Denkmal hochladen | Scheune eines Bauernhofes                                                                    | Im Winkel 5, 7 (Karte)       | 2. Hälfte 19. Jahrhundert | Eindrücklicher Scheunenbau mit Krüppelwalmdach, Dokument bäuerlicher Bevorratungswirtschaft, ortsbildgestaltend, baugeschichtlich von Bedeutung. Bruchstein-Mauerwerk, Krüppelwalmdach (ziegelgedeckt). | 08966564 |
| Direkt Bild zu diesem Denkmal hochladen | Scheune eines Bauernhofes und Hofpflasterung                                                 | Im Winkel 6 (Karte)          | Bezeichnet mit 1906       | Fast unverändert erhaltener Bevorratungsbau, wissenschaftlich-dokumentarischer Wert und wegen der Größe und der erhöhten Lage ortsbildgestaltend, baugeschichtlich von Bedeutung. Bezeichnet mit „M. Hörig 1906“ (Sandsteintafel), Bruchsteinbau, Ziegelbögen, teilunterkellert, großes Satteldach mit Ziegeldeckung, feldseitiger Giebel mit oberer Einfahrt (Ziegel-Mauerwerk) wegen Einsturzgefahr bei der Sanierung 2009 teilweise durch Stahlbeton ersetzt, Sanierung Scheune 2009. | 08966560 |
| Direkt Bild zu diesem Denkmal hochladen | Seitengebäude (mit angebautem Auszugshaus) eines Bauernhofes                                 | Marthaweg 3 (Karte)          | Um 1800                   | Zeugnisse der historischen Dorfstruktur, wissenschaftlich-dokumentarisch von Interesse, baugeschichtlich von Bedeutung. - Stall und angebautes Wohnhaus (Erdgeschoss massiv, Obergeschoss Sichtfachwerk), Satteldach mit Biberschwanz - Wohnstallhaus (kein Denkmal, baulich zu stark verändert): Hofseite Obergeschoss Sichtfachwerk, Erdgeschoss massiv verputzt, Fachwerk mit Ziegelausfachung, sehr weiter Dachüberstand, eventuell 2. Hälfte 18. Jahrhundert, Satteldach, vorderer Wohnteil stark verändert | 08966555 |
|                                         | Schule (heute Wohnhaus) und Einfriedung                                                      | Naundorfer Straße 2 (Karte)  | Um 1890                   | Zweigeschossiger Putzbau in erhöhter Lage, ortshistorische Bedeutung. - ehemalige Schule: zweigeschossig, Natursteinsockel, Putzfassade mit Kunststeingliederung, Satteldach mit Ziegeldeckung, Fenster und Haustür neu - Einfriedungsmauer und zwei Torsäulen aus Ziegel-Mauerwerk mit Kunststein-Bekrönung | 08966554 |
| Direkt Bild zu diesem Denkmal hochladen | Wohnstallhaus, Seitengebäude (mit Kumthalle), Scheune und Hofpflasterung eines Dreiseithofes | Oswin-Rost-Straße 20 (Karte) | 19. Jahrhundert           | Geschlossen erhaltene Hofanlage, ortsbildcharakterisierende Putzbauten, wissenschaftlich-dokumentarischer Wert, baugeschichtlich von Bedeutung. - Stall: zweigeschossig, Massivbau, Türgewände Naturstein, dreijochige Kumthalle mit Natursteinsäulen, originale Haustür und Fenster - Scheune: 2. Hälfte 19. Jahrhundert, Bruchsteinbau mit Ziegelbögen, Satteldach mit Ziegeldeckung - Wohnstallhaus: zweigeschossig, Putzbau, Traufe mit deutschem Band, Portal Rochlitzer Porphyrtuff, um 1900 Umbau, saniert - Hofpflasterung Östliches Gebäude zwischen 2013 und 2015 abgerissen. | 08966558 |
| Direkt Bild zu diesem Denkmal hochladen | Scheune eines Bauernhofes                                                                    | Schmiedeberg 4 (Karte)       | Ende 19. Jahrhundert      | Lehmscheune, Bestandteil der alten Ortsstruktur und dorfbildcharakterisierend, bauhistorisch von Interesse. Massivlehm, Satteldach mit Eternitschindeln, Bruchsteinsockel. | 08966563 |
| Direkt Bild zu diesem Denkmal hochladen | Wohnhaus mit Schmiede (einschließlich Schmiedeausstattung und Gewölbekeller)                 | Schmiedeberg 14 (Karte)      | Um 1820                   | Mittelflurhaus mit Schmiede, wissenschaftlich-dokumentarischer Wert, Seltenheitswert, ortshistorisch und technikgeschichtlich von Interesse. Zweigeschossig, Obergeschoss mit Lehmfachung (verputzt), teilweise Fachwerk, Ziegeldach, einseitig Krüppelwalm, Erdgeschoss massiv (Bruchstein-Mauerwerk), teilweise Ziegel-Mauerwerk, innen teilweise preußische Kappen, außen eine Halterung für Pferdehalfter (Ring), technische Ausstattung: Schmiedefeuer, einen funktionstüchtigen Lufthammer, eine Bohrmaschine. Die Schmiede erscheint heute als ein verputzter, wenig auffälliger langrechteckiger Baukörper unter einem Satteldach und so als ein für das sächsische Dorf typischer Vertreter des Mittelflurhauses. Bei näherer Betrachtung fällt ein Fachwerkoberstock auf einem Bruchsteinerdgeschoss auf, dessen Gefüge von außen wie von innen nicht zu erkennen ist. Der Altbau über vierzehn Gespärre wurde nachträglich um drei Gespärre über den abgewandten Giebel hinaus massiv verlängert. Das Kehlbalkendachwerk des Altbauteiles hat einen Mittellängsverband mit je einem Reiterverband (Kreuzstrebe) an den Giebeln, der abgewandte Reiter ist bis auf einen Strebenrest bei der Hausverlängerung verloren gegangen. Die Kehlbalken sind gezapft, bemerkenswerterweise sind jedoch die jeweils dritten Kehlbalken, von den Giebeln gezählt, geblattet. Das Dachwerk ist mit Ausnahme des Unterzuges des Mittellängsverbandes, dieser in Nadelholz, aus Pappelholz hergestellt worden. Dabei fallen große Querschnitte und ein sehr guter Zustand des Pappelholzes auf. Die Pappel ist im Umkreis von Leipzig bis nach Rochlitz hin in mehreren Bauwerken nachweisbar, neben ganzen Dachstühlen auch in Fachwerken, mitunter auch gemischt mit Nadelholz. Der Hufschmied Herr Pörschmann weiß von seinem Vater, dass die Stubendecke „geschnitzt“ sei, also wohl profiliert. Die Decke erscheint heute als unter die Balken geschlagene Putzdecke. Die Schmiede selbst befindet sich in einem über Jahrzehnte genutzten Zustand, der Schmied arbeitet von Zeit zu Zeit noch dort. Es gibt ein Schmiedefeuer, einen funktionstüchtigen Lufthammer, eine Bohrmaschine und alles andere Werkzeug des Schmiedes. In Wintern vor Jahrzehnten gefertigte Vorratsware wie Krampen und Rohhufeisen hängen immer noch vorrätig an diversen Plätzen. Bemerkenswert ist auch die Lage der Schmiede. Durch das Schmiedegrundstück führt heute ein mit Gemeindemitteln befestigter, öffentlich erscheinender Weg. Dieser Weg ist der Zugang zur Schmiede gewesen und hat sich im Laufe der Zeit zu einer innerdörflichen Abkürzungsverbindung entwickelt. Eigentlich gibt es dort keinen öffentlichen Weg, sondern nur den Zugang zur Schmiede. Eine gleiche Situation gibt es heute in Saupsdorf in der Sächsischen Schweiz. Die Schmiede ist nicht mehr bewohnt, die Werkstatt aber noch in Nutzung. Der Zustand der Erdgeschosswände ist befriedigend, es bedarf einer Reparatur. Der zur Rübeneinlagerung noch immer genutzte Keller an der Schmiedewerkstatt ist trocken. Der Zustand des Oberstockfachwerkes ist unbekannt, da das Fachwerk innen wie außen vollständig überputzt ist. Das Dachwerk befindet sich in einem sehr guten Zustand. Problematisch wird sich die Raumhöhe von 1,80 m unter den Balken im Oberstock erweisen, wenn das Bauwerk repariert werden sollte. Vom Eigentümer wie vom Nachbarn werden Versuche unternommen, die Schmiede an einen Schmied zu verkaufen. | 08966562 |

## Tabellenlegende
- Bild: Bild des Kulturdenkmals, ggf. zusätzlich mit einem Link zu weiteren Fotos des Kulturdenkmals im Medienarchiv Wikimedia Commons. Wenn man auf das Kamerasymbol klickt, können Fotos zu Kulturdenkmalen aus dieser Liste hochgeladen werden:
- Bezeichnung: Denkmalgeschützte Objekte und ggf. Bauwerksname des Kulturdenkmals
- Lage: Straßenname und Hausnummer oder Flurstücknummer des Kulturdenkmals. Die Grundsortierung der Liste erfolgt nach dieser Adresse. Der Link (Karte) führt zu verschiedenen Kartendiensten mit der Position des Kulturdenkmals. Fehlt dieser Link, wurden die Koordinaten noch nicht eingetragen. Sind diese bekannt, können sie über ein Tool mit einer Kartenansicht einfach nachgetragen werden. In dieser Kartenansicht sind Kulturdenkmale ohne Koordinaten mit einem roten bzw. orangen Marker dargestellt und können durch Verschieben auf die richtige Position in der Karte mit Koordinaten versehen werden. Kulturdenkmale ohne Bild sind an einem blauen bzw. roten Marker erkennbar.
- Datierung: Baubeginn, Fertigstellung, Datum der Erstnennung oder grobe zeitliche Einordnung entsprechend des Eintrags in der sächsischen Denkmaldatenbank
- Beschreibung: Kurzcharakteristik des Kulturdenkmals entsprechend des Eintrags in der sächsischen Denkmaldatenbank, ggf. ergänzt durch die dort nur selten veröffentlichten Erfassungstexte oder zusätzliche Informationen
- ID: Vom Landesamt für Denkmalpflege Sachsen vergebene, das Kulturdenkmal eindeutig identifizierende Objekt-Nummer. Der Link führt zum PDF-Denkmaldokument des Landesamtes für Denkmalpflege Sachsen. Bei ehemaligen Kulturdenkmalen können die Objektnummern unbekannt sein und deshalb fehlen bzw. die Links von aus der Datenbank entfernten Objektnummern ins Leere führen. Ein ggf. vorhandenes Icon  führt zu den Angaben des Kulturdenkmals bei Wikidata.